# Newzealandia exulans
Newzealandia exulans är en plattmaskart som först beskrevs av Arthur Dendy 1901.  Newzealandia exulans ingår i släktet Newzealandia och familjen Geoplanidae. Inga underarter finns listade i Catalogue of Life.